# NGC 3533
NGC 3533 (również NGC 3557A lub PGC 33647) – galaktyka spiralna (Sab), znajdująca się w gwiazdozbiorze Centaura. Odkrył ją John Herschel 22 kwietnia 1835 roku.